# Трисульфид диурана
Трисульфид диурана — бинарное неорганическое соединение
урана и серы
с формулой U2S3,
кристаллы.

## Получение
- Нагревание стехиометрической смеси чистых веществ:

{\displaystyle {\mathsf {2U+3S\ {\xrightarrow {1740^{o}C}}\ U_{2}S_{3}}}}

## Физические свойства
Трисульфид диурана образует кристаллы 
ромбической сингонии, пространственная группа P nma, параметры ячейки a = 1,065 нм, b = 0,389 нм, c = 1,041 нм, Z = 4,
структура типа трисульфид дисурьмы Sb2S3
.
Соединение образуется по перитектической реакции при температуре 1740°С.